# Tsaritsani
Tsaritsani (in greco Τσαριτσάνη?) è una ex comunità della Grecia nella periferia della Tessaglia di 2 507 abitanti secondo i dati del censimento 2001.
È stata soppressa a seguito della riforma amministrativa detta Programma Callicrate in vigore dal gennaio 2011 ed è ora compresa nel comune di Elassona.

## Storia
Conosciuta col nome di Melona (in greco Μελούνα?) fu annessa alla Grecia in seguito alle Guerre balcaniche.
La comunità è stata creata nel 2006 quando si è staccata da Elassona. Dopo soli 5 anni di autonomia è tornata a far parte del comune limitrofo.

## Economia

### Turismo
Situato ai piedi del Monte Olimpo, sono presenti numerose chiese di epoca post-bizantina